# Tom Bellfort
Tom Bellfort (geb. vor 1983) ist ein Tontechniker.

## Leben
Bellfort, der im Bereich der Tontechnik neben dem Tonschnitt auch an der Tongestaltung und Soundeffekten arbeitet, begann seine Karriere 1983 mit dem Abenteuerfilm Der schwarze Hengst kehrt zurück. Nur wenig später war er an zwei mehrfach Oscarprämierten Spielfilmen beteiligt: Philip Kaufmans Literaturverfilmung Der Stoff, aus dem die Helden sind sowie Miloš Formans Amadeus. Bellfort arbeitete an zahlreichen Produktionen von LucasArts, darunter die Fernsehserie Die Abenteuer des jungen Indiana Jones sowie auf der Indiana-Jones-Figur basierende Fernsehfilme und Direct-to-Video-Produktionen. Für die Fernsehserie erhielt er 1993 den Primetime Emmy. Für die Miniserie The Pacific gewann er 2010 einen zweiten Primetime Emmy.
Für James Camerons Titanic erhielt Bellfort 1998 zusammen mit Christopher Boyes den Oscar in der Kategorie Bester Tonschnitt. 2000 war Bellfort für Star Wars: Episode I – Die dunkle Bedrohung ein zweites Mal für den Oscar in der Kategorie Bester Tonschnitt, sowie für den BAFTA Film Award in der Kategorie Bester Ton nominiert, ging bei beiden Verleihungen jedoch leer aus.

## Filmografie (Auswahl)
- 1983: Der Stoff, aus dem die Helden sind (The Right Stuff)
- 1984: Amadeus
- 1984: Terminator (The Terminator)
- 1988: Big
- 1989: Miss Daisy und ihr Chauffeur (Driving Miss Daisy)
- 1990: Der Pate III (The Godfather Part III)
- 1996: Mission: Impossible
- 1997: Titanic
- 1999: Star Wars: Episode I – Die dunkle Bedrohung (Star Wars: Episode I – The Phantom Menace)
- 2006: Snakes on a Plane
- 2008: Hellboy 2 – Die goldene Armee (Hellboy II: The Golden Army)
- 2009: G.I. Joe – Geheimauftrag Cobra (G.I. Joe: The Rise of Cobra)
- 2011: Source Code

## Auszeichnungen (Auswahl)
- 1998: Oscar in der Kategorie Bester Tonschnitt für Titanic
- 2000: Oscar-Nominierung in der Kategorie Bester Tonschnitt für Star Wars: Episode I – Die dunkle Bedrohung
- 2000: BAFTA-Film-Award-Nominierung in der Kategorie Bester Ton für Star Wars: Episode I – Die dunkle Bedrohung